# アレクサンドル・ウソフ
アレクサンドル・ウソフ（英語: Alexandre Usov, 1977年8月27日 - ）は、ベラルーシ、ミンスク出身の元自転車競技（ロードレース）選手。現在はIAMサイクリングでマッサーのアシスタントをしている。